# Steven Gubser
Steven Scott Gubser (* 4. Mai 1972 in Tulsa, Oklahoma; † 3. August 2019 bei Chamonix) war ein US-amerikanischer theoretischer Physiker, welcher sich mit der Stringtheorie befasste.

## Leben
1989 gewann Gubser als Schüler die Internationale Physikolympiade und 1990 eine Silbermedaille auf der Internationalen Chemieolympiade.
Gubser wurde 1998 an der Princeton University bei Igor Klebanov promoviert. Als Postdoktorand war er Junior Fellow an der Harvard University. 2000 war er wieder an der Princeton University als Assistant Professor. 2001 wurde er Professor am Caltech und ab 2002 war er Professor in Princeton.
Er gehörte zu den Begründern der Dualität zwischen Eichtheorie und Gravitation (auch AdS/CFT-Korrespondenz), die es ermöglicht, vierdimensionale Eichtheorien (vorzugsweise supersymmetrische Eichtheorien) durch die Gravitationsphysik in fünfdimensionalen gekrümmten Räumen zu beschreiben. Er wandte diese auch in der Physik des Quark-Gluon-Plasmas in Schwerionenstößen an.
Gubser war Fellow der American Physical Society. Gubser erhielt die Gribov Medal der European Physical Society und den Blavatnik Award der New York Academy of Sciences. Er war wissenschaftlicher Sekretär des Aspen Center of Physics. 2009 war er Guggenheim Fellow.
Er starb am 3. August 2019 bei einem Kletterunfall in den französischen Alpen.

## Schriften
- Das kleine Buch der Stringtheorie, Spektrum Akademischer Verlag 2011
- mit Joseph Lykken (Herausgeber) Strings, branes and extra dimensions. Tasi 2001, World Scientific 2004 (darin von Gubser Special holonomy in string theory and M-theory)
- mit Juan Maldacena, Oz, Ooguri, Aharony Large N Field Theory, String Theory and Gravity, Physics Reports, Band 323, 2000, S. 183–386, Arxiv
- mit Andreas Karch From gauge-string duality to strong interactions: a Pedestrian's Guide, Annual Review Nuclear Particle Science, Band 59, 2009, S. 145–168, Arxiv
- mit Igor Klebanov, Alexander Markowitsch Poljakow Gauge Theory Correlators from Non-Critical String Theory, Physics Letters B, Band 428, 1998, S. 105–114, Arxiv
- mit Frans Pretorius: The little book of black holes, Princeton UP 2017